# Дзіро Оно

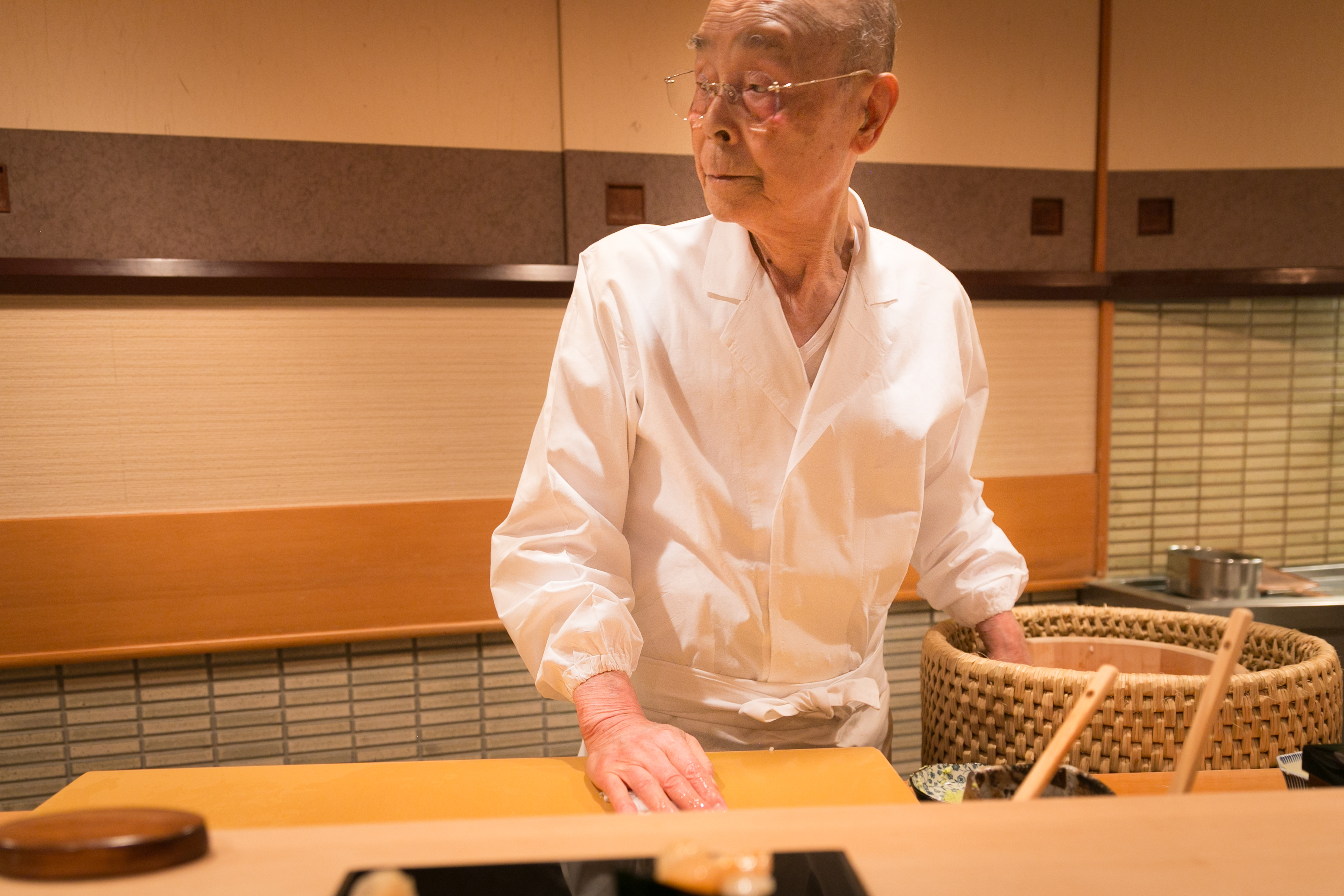
Дзіро Оно у березні 2015 року

Дзіро Оно (小野 二郎, Ono Jirō; нар. 27 жовтня 1925) — японський шеф-кухар суші на пенсії та власник суші-ресторану Sukiyabashi Jiro в районі Гінза, район Тюо, Токіо, Японія. Сучасники вважають Оно одним із найвидатніших майстрів суші, якому приписують інноваційні методи, що використовуються в сучасному приготуванні суші.

## Ранні роки
Оно народився в місті Тенрю (сучасне Хамамацу) в префектурі Сідзуока, Японія. Він почав працювати в місцевому ресторані з семи років, перш ніж переїхати до Токіо, щоб навчатися на підмайстра. Він став кваліфікованим шеф-кухарем суші в 1951 році, а в 1965 році відкрив власний ресторан Sukiyabashi Jiro (яп. すきやばし次郎) у районі Гінза, Токіо.

## Ресторан
Оно подавав страви в ресторані Sukiyabashi Jiro для колишнього прем'єр-міністра Японії Сіндзо Абе та президента Сполучених Штатів Барака Обами. Обама заявив: «Я народився на Гаваях і їв багато суші, але це були найкращі суші, які я коли-небудь куштував у своєму житті».

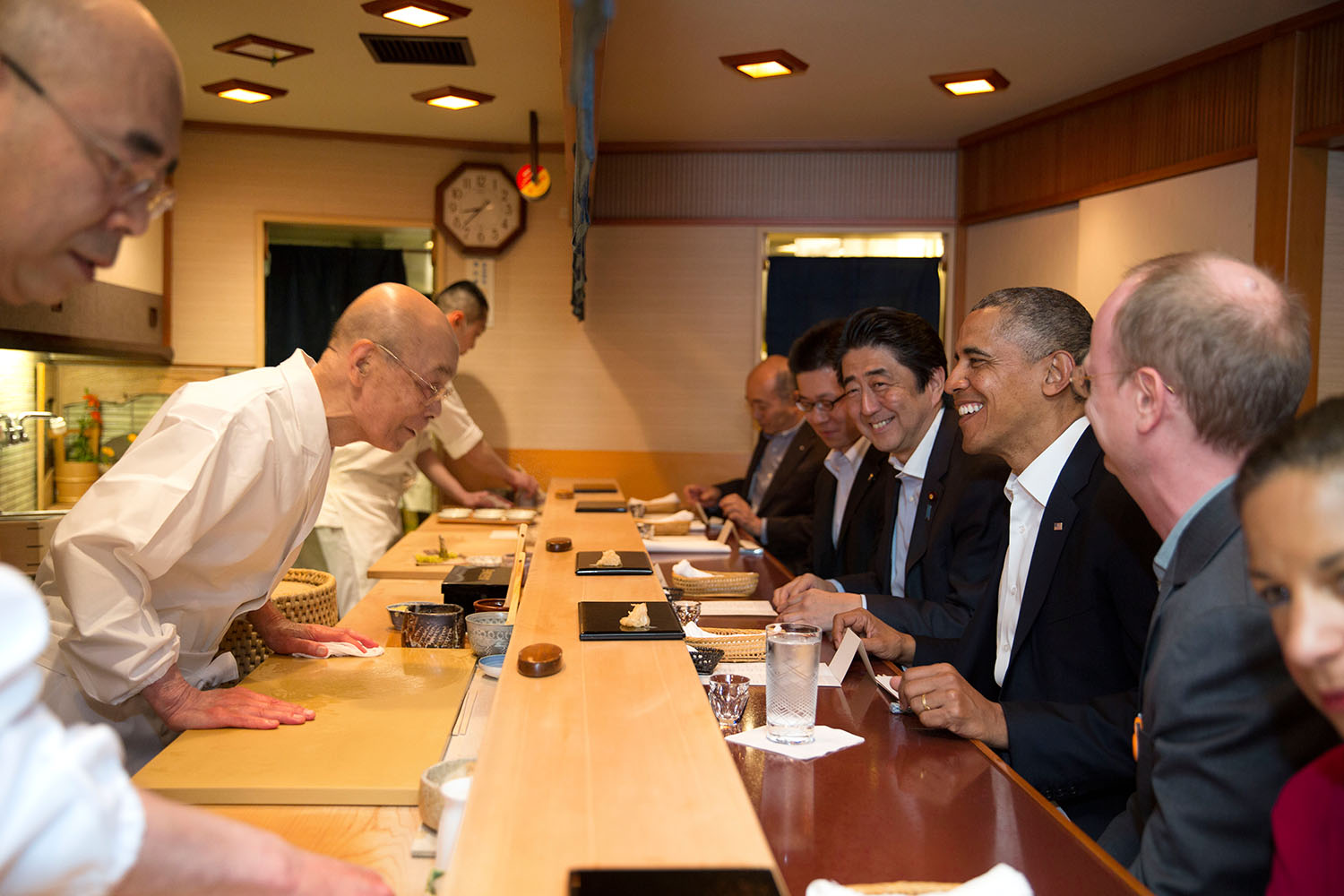
Джіро Оно обслуговує прем'єр-міністра Японії Сіндзо Абе та президента Сполучених Штатів Барака Обаму в Сукіябасі Джіро у квітні 2014 року.

## Особисте життя
Оно має двох синів, Йошіказу та Такаші Оно, які також є шеф-кухарями суші. Молодший син Такаші керує власним рестораном, відзначеним зіркою Мішлен. Джіро Оно був героєм документального фільму Девіда Гелба 2011 року «Мрії Дзіро про суші». Оно побоюється, що надмірний вилов риби призведе до зникнення ключових інгредієнтів, що використовуються в традиційних суші.
Станом на 2023 рік Оно відмовився від щоденного управління Sukiyabashi Jiro через погане здоров'я, і тепер рестораном переважно керує старший син Йошіказу.